# 렉서스 GS
렉서스 GS(Lexus GS)는 일본의 자동차 제조 회사인 토요타 자동차의 고급 브랜드인 렉서스의 후륜구동 승용차이다. GS는 Grand Sedan의 머리 글자에서 따온 것이다. ES와 같은 세그먼트에 위치하나, 전륜구동인 ES와는 성격이 다른 고급 스포츠 세단이다.

## 1세대

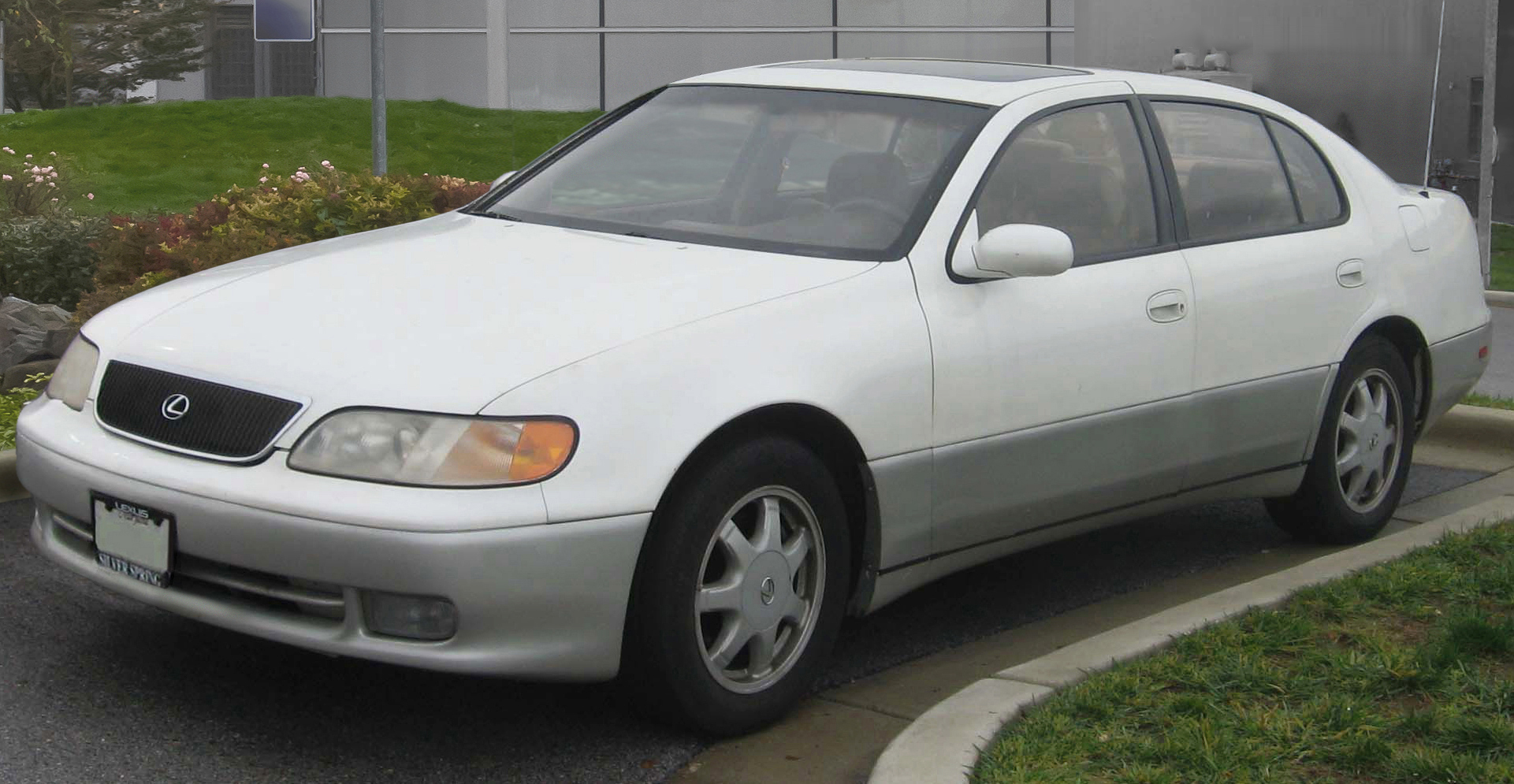
렉서스 GS 정측면

이탈리아의 디자이너 조르제토 쥬지아로가 디자인하였고, 크라운 마제스타의 후륜구동 플랫폼을 이용했다. 당시 렉서스 브랜드를 판매하지 않았던 일본에서는 토요타 아리스토로 1991년에 출시되었고, 2년 뒤인 1993년에 미국에서 GS로 판매를 개시하였다. 직렬 6기통 3,000cc 엔진이 장착되어 세부 트림명은 GS300이다. 처음에 토요타 자동차는 폭발적인 판매를 기대했지만, 이에 미치지 못하였다. 엔진이 1가지뿐이었고, BMW 5 시리즈나 메르세데스-벤츠 E 클래스같은 경쟁 차종에 비해서 가격이 5,000달러 비싸게 책정된 것이 주된 이유였다. 결국 출시 이후에 렉서스는 침체기에 빠져들게 되며, 퇴출 논란이 일기도 했다.

## 2세대

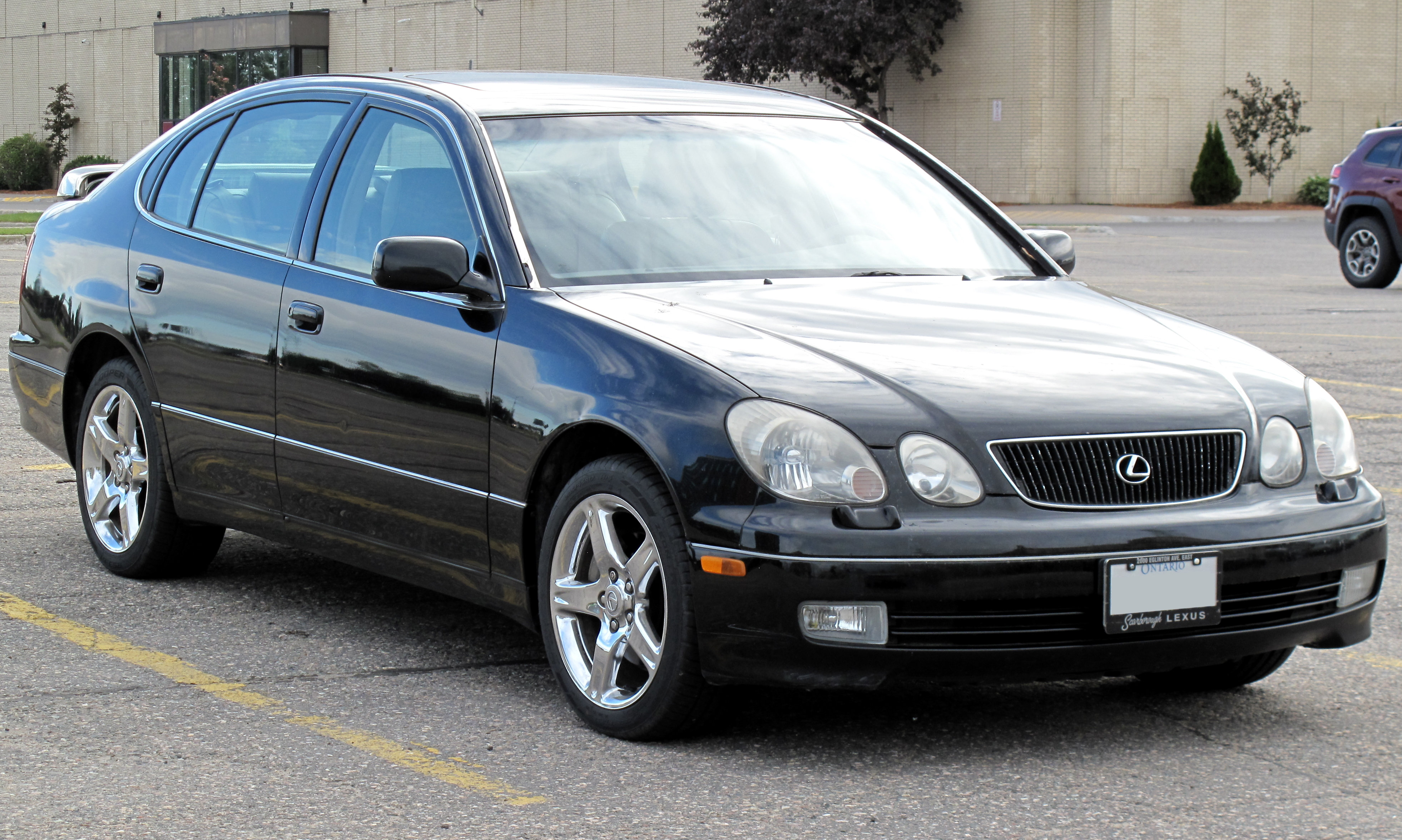
렉서스 GS 정측면

1997년에 풀 모델 체인지를 거쳤다. 2001년부터 렉서스가 대한민국에 런칭되어 2세대부터는 대한민국에서도 공식 판매가 시작되었다. 직렬 6기통 3,000cc 엔진이 장착된 GS300 외에 V8 4,000cc 엔진이 장착된 GS400도 있었으며, 2001년에 GS400이 단종된 대신 V8 4,300cc 엔진이 장착된 GS430이 출시되었다. 대한민국에서는 2JZ-GE 직렬 6기통 3.0리터 자연흡기 엔진이 장착된 GS300만 판매했지만, 수프라의 엔진을 공용했다는 특징 외에는 당시 판매 중이던 4세대 ES의 인기에 밀려 그다지 인기를 얻지 못했다. 일본에서는 2세대를 마지막으로 아리스토의 시대는 막을 내렸다.

## 3세대

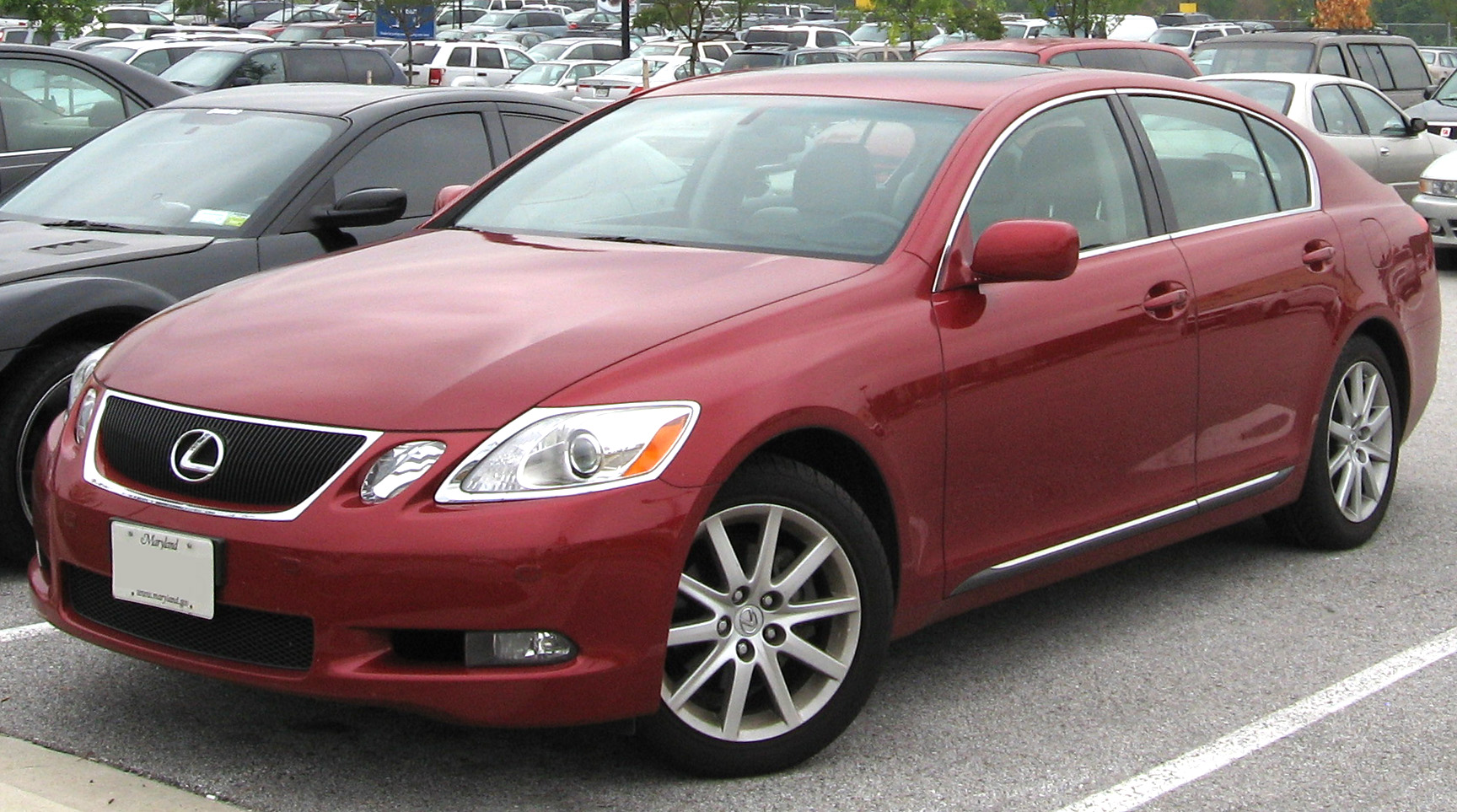
렉서스 GS(전기형) 정측면

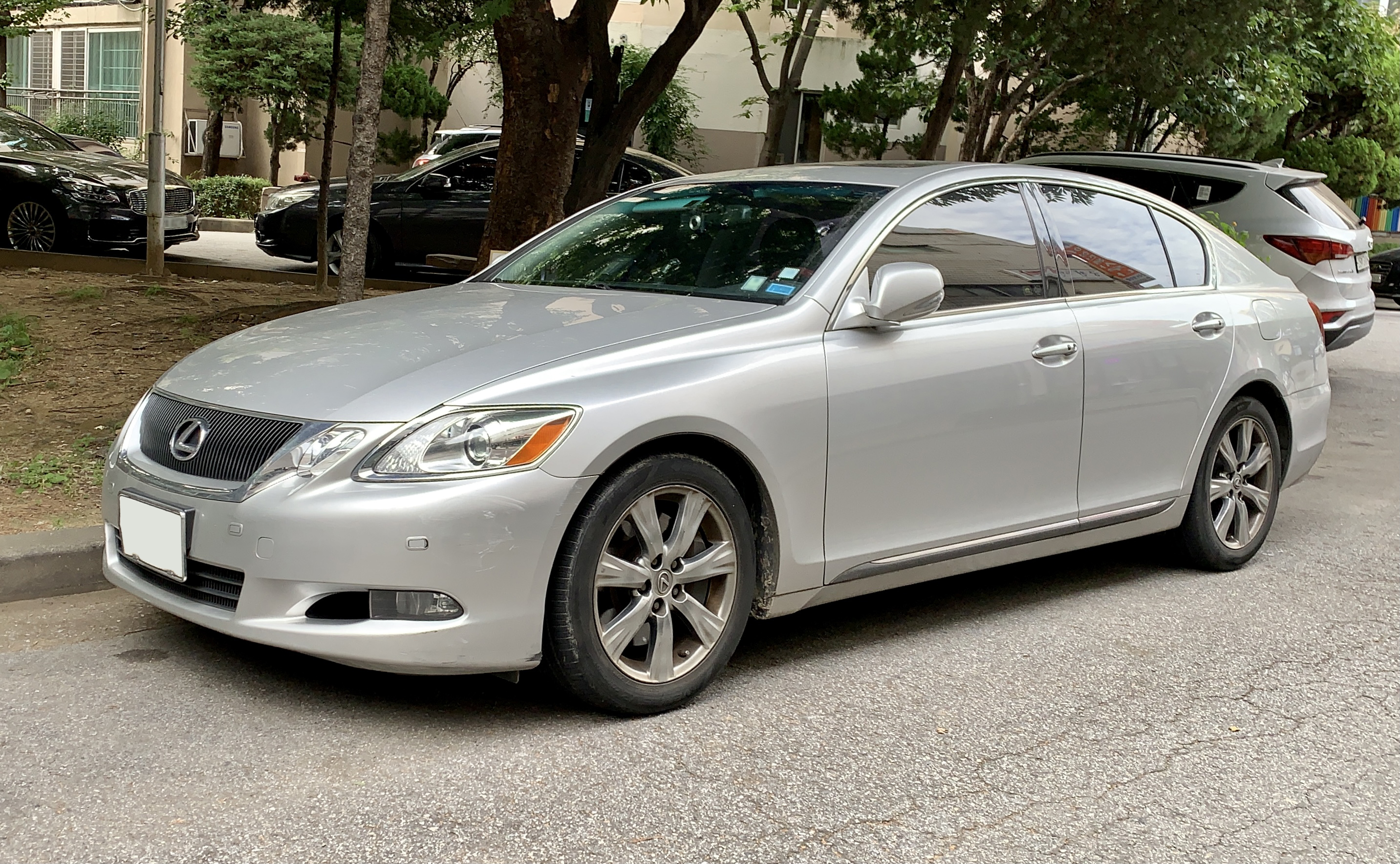
렉서스 GS(후기형) 정측면

2005년에 풀 모델 체인지를 거친 3세대가 출시되었으며, 역대 GS 중 판매량이 가장 많았다. 렉서스의 새로운 디자인 흐름인 L-피네스가 적용되어 뒤쪽은 패스트백 타입 디자인이 적용됐다. 2005년까지 일본에서는 토요타 아리스토로 판매되고 있었지만, 2005년부터 일본에도 렉서스 브랜드를 런칭함에 따라 일본에서도 3세대부터 세계적으로 통일되게 GS로 출시되어 아리스토는 단종되었다. 6기통 가솔린 엔진은 2세대와 달리 수프라의 2JZ 계열 직렬 6기통 엔진 대신 V6 엔진으로 교체했으며, 초기에는 V6 3,000cc 엔진의 GS300과 V8 4,300cc 엔진의 GS430이 출시되었다. 이후 V6 3,500cc의 GS350과 V8 4,600cc의 GS460이 각각 GS300과 GS430을 대체했고, 자동변속기도 아이신의 8단으로 교체됐다. 또한 하이브리드 사양인 GS450h도 추가되었다. GS460의 347마력 V8 4.6리터 DOHC 엔진은 LS460의 380마력 엔진에서 D4-S(직접분사)를 제외한 MPI 유닛이다. GS450h는 세부 트림명과 달리 V6 3,500cc 엔진에 모터를 결합한 형태로 V8 4,500cc의 성능을 낸다는 의미이다. 세계 최초의 후륜구동 방식의 하이브리드 차량이며, 하이브리드 차량에는 주로 경제성에 초점을 두는 토요타이나, GS450h는 성능에 초점을 맞추었다.

## 4세대

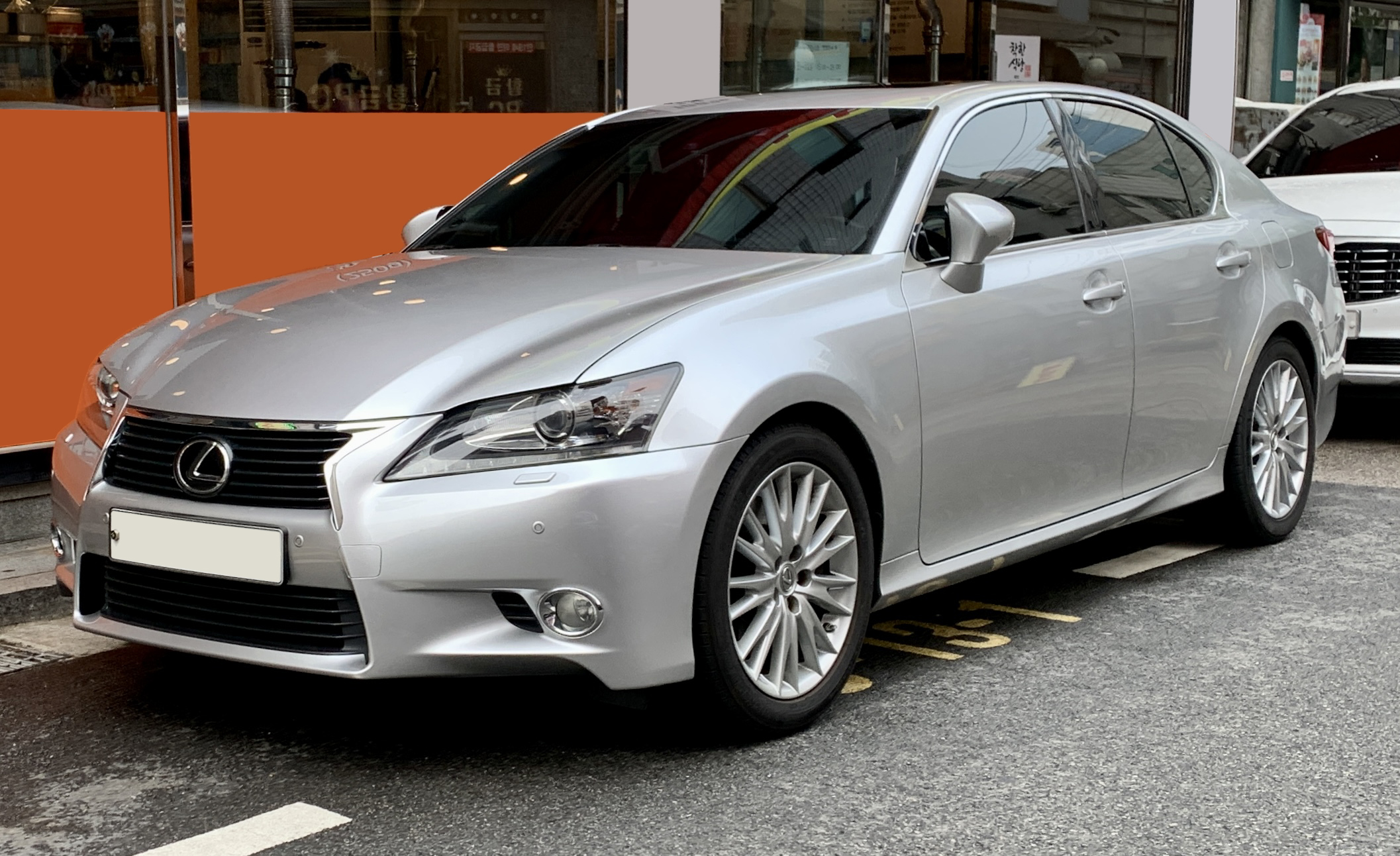
렉서스 GS(전기형) 정측면

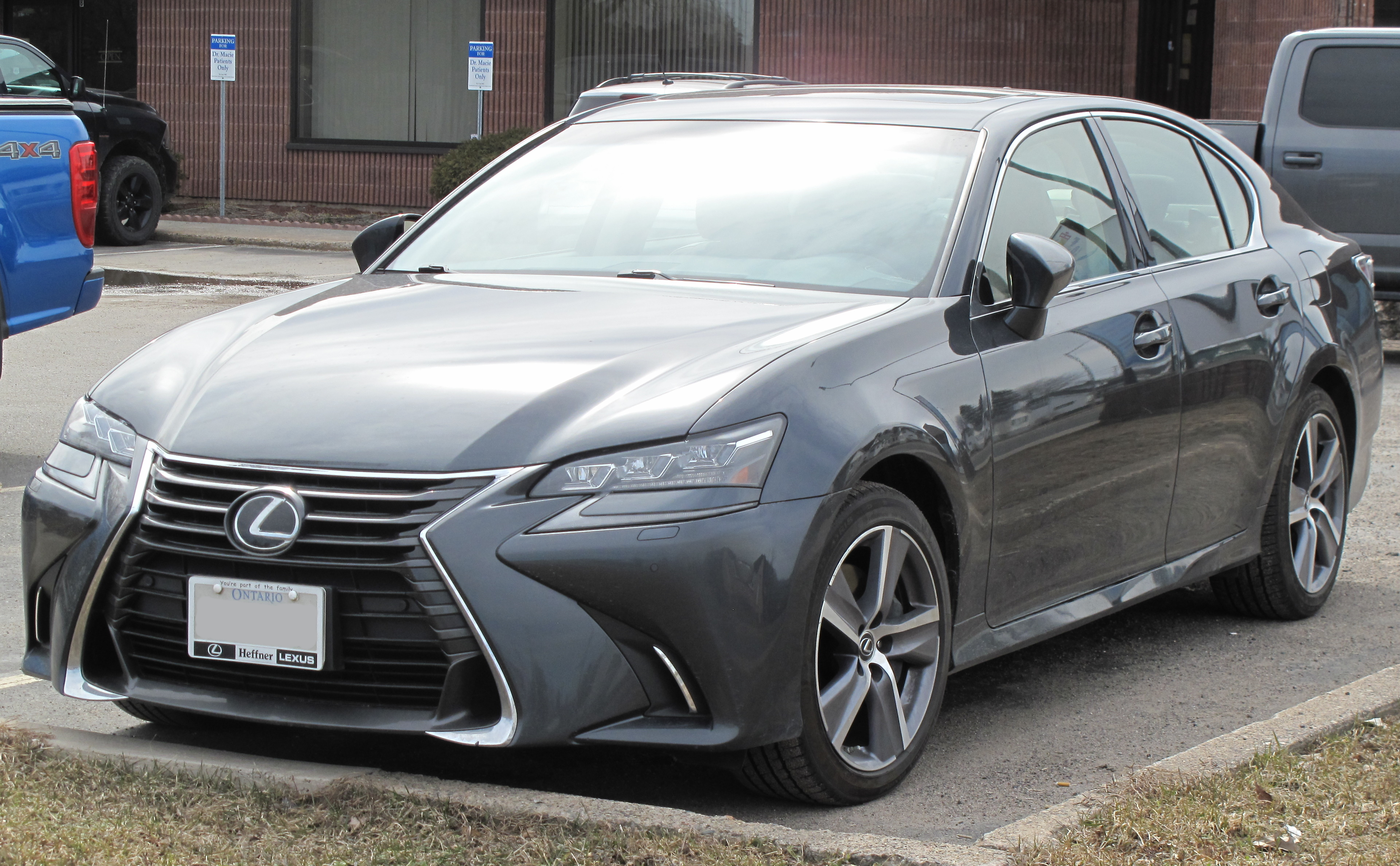
렉서스 GS(후기형) 정측면

역대 GS 중에서는 최초로 크라운과 다른 전용 후륜구동 플랫폼을 적용했다. 컨셉트 카인 LF-Gh의 영향을 받은 디자인으로, L-피네스에서 발전된 모래 시계 형태의 스핀들 그릴이 적용되어 렉서스의 새로운 패밀리 룩을 엿볼 수 있다. 대시보드는 폭을 넓게 설계해 안락한 느낌을 주고, 12.3인치의 대형 와이드 멀티 디스플레이, 리모트 터치 컨트롤러 등이 적용되어 편의성을 높였다. 2013년에 개최된 도쿄 모터쇼에서 렉서스가 공개한 후륜구동 쿠페인 RC는 GS의 플랫폼을 공용한다. 2015년에 페이스리프트를 거쳐 헤드 램프와 테일 램프가 날카롭게 변했다.
241마력 2.0리터 앳킨슨 사이클 가솔린 터보 엔진, 208마력 V6 2.5리터 DOHC 엔진, 316마력 V6 3.5리터 DOHC 엔진, 467마력 V8 5.0리터 DOHC 엔진(GS F)을 장착했다. 하이브리드도 나왔다.
그러나 4세대는 3세대에 비해 상업적으로는 실패했다. 2020년 8월에 기본형 모델부터 생산이 중단되기 시작하였고, 같은 해 9월에 ES에 통합되는 형식으로 단종되었다.

## 미디어게임에서 등장
CAR PARKING

## 경쟁 차량
- 메르세데스-벤츠 - E클래스
- BMW - 5시리즈
- 아우디 - A6
- 제네시스 - G80
- 재규어 - XF
- 링컨 - MKZ
- 캐딜락 - CTS, XTS
- 인피니티 - Q70
- 볼보 - S90